# Военная невеста

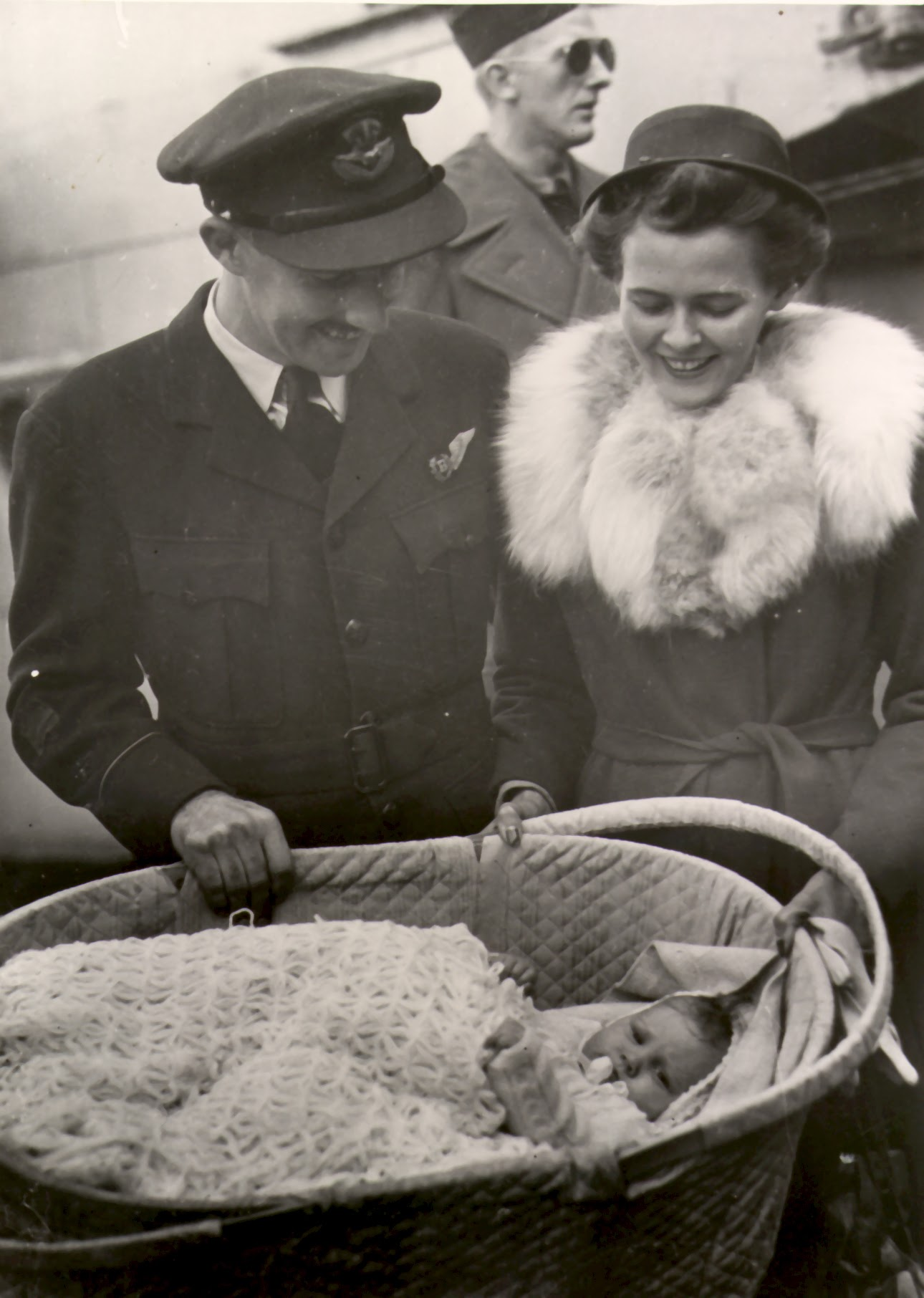
Австралийский лётный офицер воссоединяется в Сиднее с канадской невестой и дочерью в 1945 году.

Военные невесты — женщины, вышедшие замуж за военнослужащих из других стран во время войны или во время военной оккупации, практика, которая часто случалась во время Первой и Второй мировых войн.
Среди самых крупных и хорошо задокументированных примеров явления были браки между американскими военнослужащими и немецкими женщинами, заключённые после Второй мировой войны. К 1949 году более 20 000 немецких военных невест эмигрировали в Соединённые Штаты. Кроме того, по оценкам, «15 000 австралийских женщин вышли замуж за американских военнослужащих, базировавшихся в Австралии во время Второй мировой войны, и переехали в США, чтобы быть со своими мужьями». Военнослужащие союзников также женились на многих женщинах из тех странах, где они находились в конце войны, включая Францию, Италию, Люксембург, Филиппины, Японию и Китай. Явление также было распространено в Корее и Вьетнаме, когда в более поздних войнах в этих странах присутствовали войска США и другие антикоммунистические солдаты. В период с 1942 по 1952 год из Соединённого Королевства выехало до 100 000 военных невест, от 150 000 до 200 000 прибыло из континентальной Европы, 15 500 приехало из Австралии и 1500 приехало из Новой Зеландии.

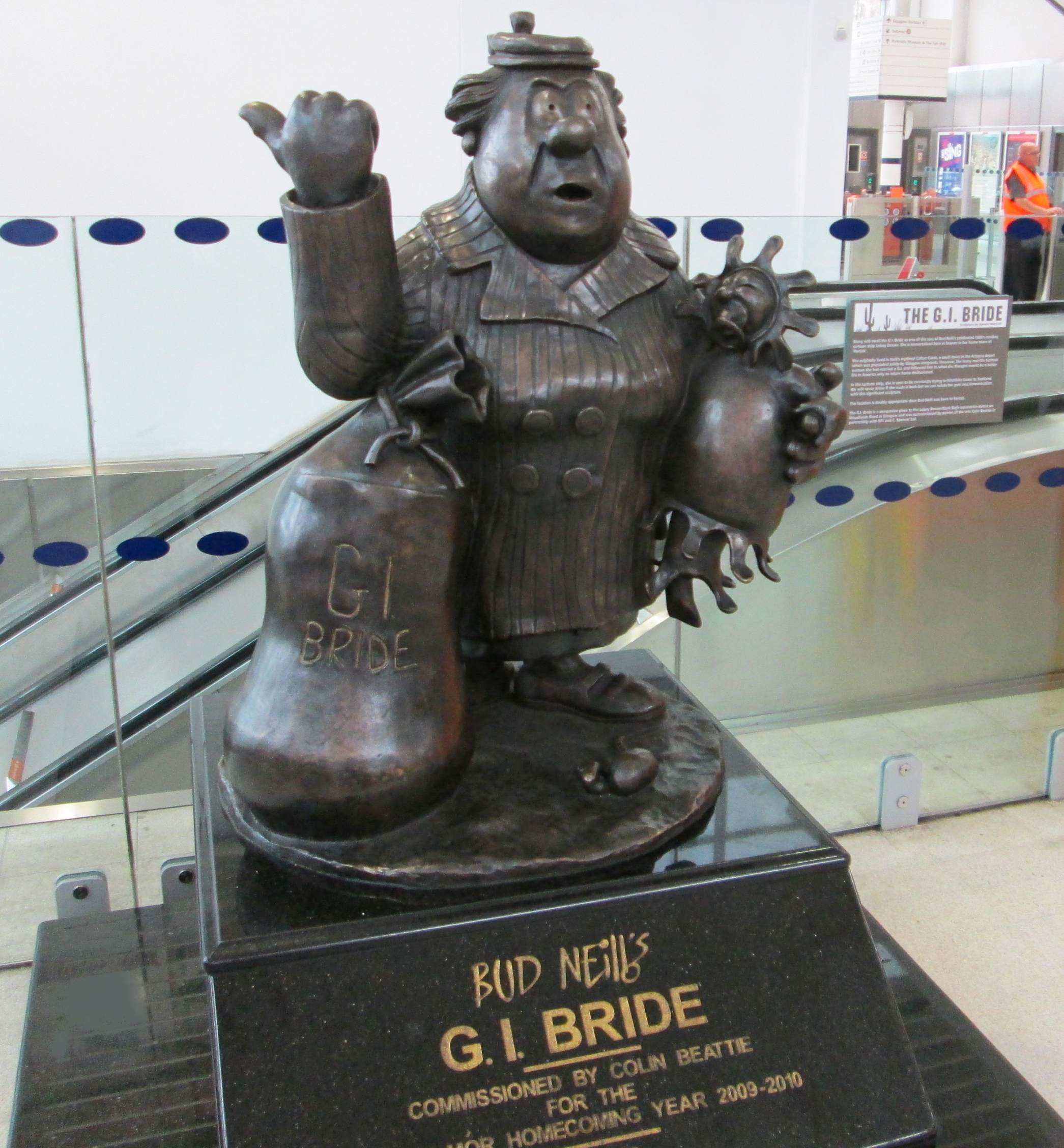
Многие шотландки, эмигрировавшие в качестве военных невест, были представлены в сериале Бада Нейла «Лоби Доссер» героиней, вечно пытающейся добраться со своим ребёнком из вымышленного Калтон-Крик в Аризоне обратно в Партик в Шотландии. Статуя была установлена на станции Партик в 2011 году.

Причины, по которым женщины выходят замуж за иностранных солдат и покидают родину, различны. В частности, после Второй мировой войны многие женщины в раздираемой войной Европе и Азии рассматривали брак как средство бегства из своих опустошённых стран.

## Филиппино-американская война
Уже во время филиппинского восстания некоторые американские военнослужащие брали филиппинок в жены, и уже в 1902 году был зарегистрирован случай иммиграции одной из них со своим мужем-военнослужащим в США. Эти филиппинки уже были гражданками США, поэтому, когда иммигрировали в Соединённые Штаты, и их правовой статус значительно отличался от статуса ранее приехавших азиатских иммигрантов в США.

## Военные невесты во Второй мировой войне

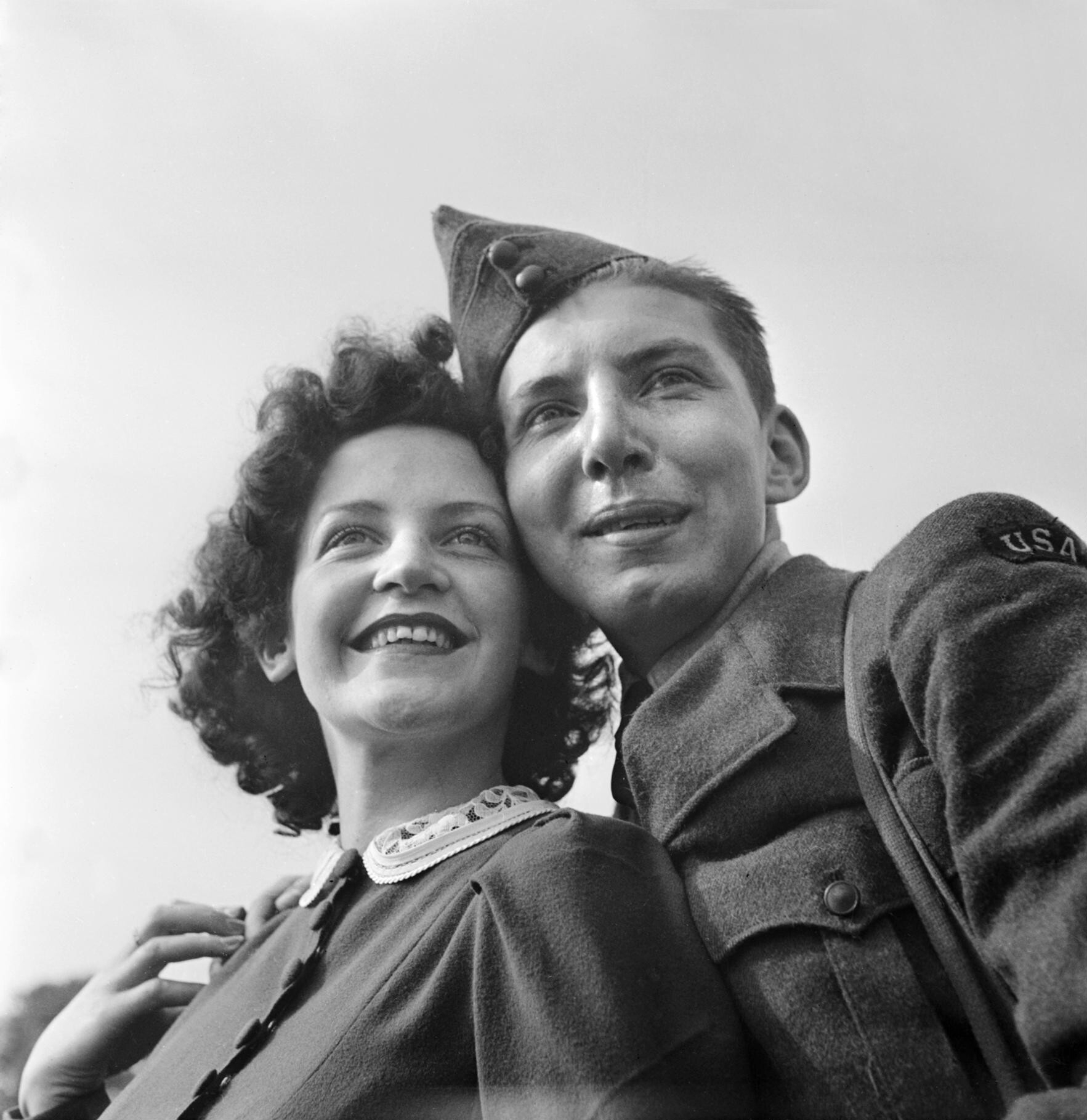
Военнослужащий США и британка в Борнмуте, Англия, 1941 год.

### Соединённые Штаты
Во время и сразу после Второй мировой войны более 60 000 военнослужащих США женились на женщинах за границей, и им было обещано, что их жены и дети получат свободный проезд в США. В начале 1946 года в Великобритании началась операция армии США «Военная невеста» (Operation War Bride), в результате которой было перевезено около 70 000 женщин и детей. Пресса окрестила её «Операция по бегу с подгузниками» (Operation Diaper Run). Первая группа военных невест (452 британки, 173 их ребёнка и один жених) покинула гавань Саутгемптона на SS Argentina 26 января 1946 г. и прибыла в США 4 февраля 1946 года. Служба иммиграции и натурализации сообщила, что 37 553 военных невесты с «Британских островов» воспользовались Законом о военных невестах 1945 года для эмиграции в Соединённые Штаты, равно как 59 «военных женихов». За последующие годы около 300 000 иностранных военных невест переехали в Соединённые Штаты после принятия Закона о военных невестах и последующих поправок к нему, из них 51 747 были филиппинками. По словам журналистки Крафт Янг, дочери японской военной невесты, насчитывается около 50 000 японских военных невест.
Робин Эроусмит, историк, посвятившая девять лет изучению австралийских военных невест, сказала, что от 12 000 до 15 000 австралийских женщин вышли замуж за приезжих военнослужащих США и переехали в США со своими мужьями. Примечательно, что примерно от 30 000 до 40 000 женщин Ньюфаундленда вышли замуж за американских военнослужащих во время существования базы ВВС Эрнест Хармон (1941—1966), куда прибыли десятки тысяч американских военнослужащих, чтобы защитить остров и Северную Америку от нацистской Германии во время Второй мировой войны и от Советского Союза в период холодной войны. Столь много военных невест обосновалось в США, что в 1966 году правительство Ньюфаундленда организовало туристическую кампанию, специально предназначенную для того, чтобы дать им и их семьям возможность воссоединиться.

### Соединённое Королевство
Некоторые военные невесты прибыли из Австралии в Великобританию на борту HMS Victorious после Второй мировой войны. Примерно 70 000 военных невест уехали из Великобритании в Америку в 1940-х годах.

### Австралия

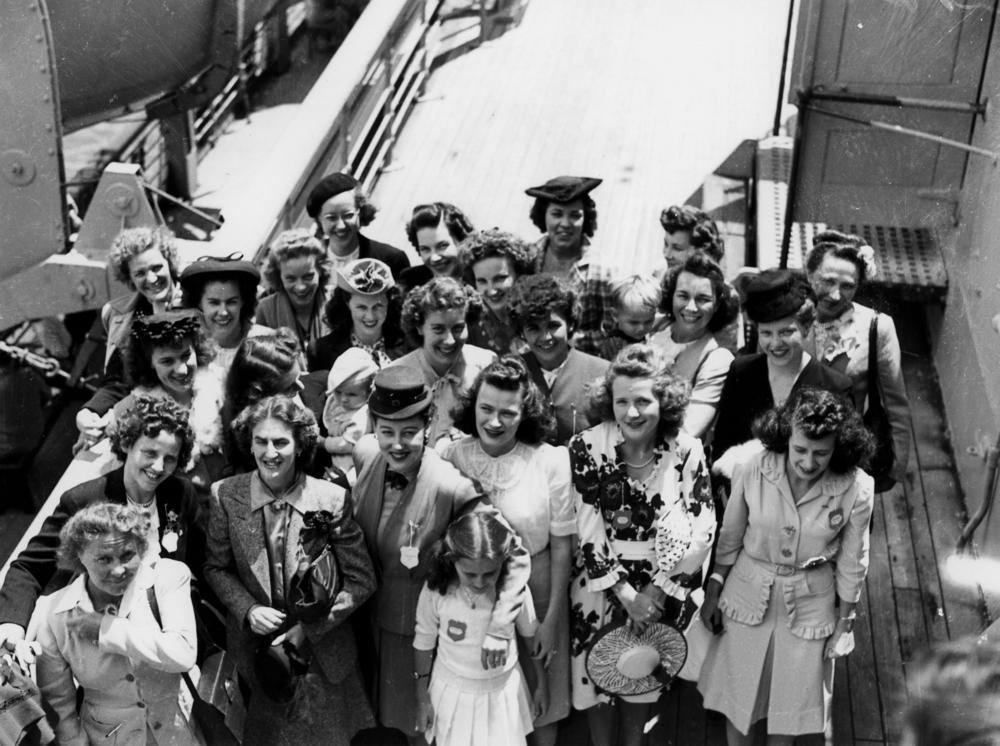
Английские военные невесты, прибывшие в Брисбен в октябре 1945 года.

В 1945 и 1946 годах в Австралии курсировало несколько поездов для невест, чтобы перевозить военных невест и их детей на корабли или с кораблей.
В 1948 году министр иммиграции Артур Калвелл объявил, что японским военным невестам не будет разрешено селиться в Австралии, заявив, что «было бы грубейшим актом общественной непристойности разрешить любому японцу любого пола загрязнять Австралию», пока живы родственники погибших австралийских солдат.
Около 650 японских военных невест мигрировали в Австралию после того, как в 1952 году запрет был снят после вступления в силу Сан-Францисского мирного договора. Они вышли замуж за австралийских солдат, участвовавших в оккупации Японии.

### Канада
47 783 британских военных невесты прибыли в Канаду в сопровождении примерно 21 950 детей. С 1939 года большинство канадских солдат находилось в Великобритании. Таким образом, около 90 % всех военных невест, прибывающих в Канаду, были британками. 3000 военных невест прибыли из Нидерландов, Бельгии, Ньюфаундленда, Франции, Италии, Ирландии и Шотландии. Первый брак между канадским военнослужащим и британской невестой был зарегистрирован в церкви Фарнборо в районе Олдершот в декабре 1939 года, всего через 43 дня после прибытия первых канадских солдат. Многие из этих военных невест эмигрировали в Канаду, начиная с 1944 года и заканчивая 1946 годом. Специальное канадское агентство, Бюро канадских жен, было создано министерством обороны Канады для организации проезда и помощи военным невестам в переходе к канадской жизни. Большинство канадских военных невест высаживались на пирсе 21 в Галифаксе, Новая Шотландия, чаще всего на следующих военных и госпитальных кораблях: Queen Mary, Lady Nelson, Letitia, Mauretania, RMS Scythia и Île de France.
В Канадском музее иммиграции на пирсе 21 есть экспонаты и коллекции, посвящённые военным невестам. На пирсе 21 также есть маркер Национального исторического места.

### Италия
Во время кампании 1943—1945 годов между итальянскими женщинами и американскими солдатами было заключено более 10 000 браков.
От отношений между итальянскими женщинами и афроамериканскими солдатами рождались «мулаттины»; многие из этих детей были оставлены в детских домах, потому что межрасовые браки тогда были незаконны во многих штатах США.

### Япония
Несколько тысяч японцев, отправленных в качестве колонизаторов в Маньчжоу-Го и Внутреннюю Монголию, остались в Китае. Большинство японцев, оставшихся в Китае, были женщинами, и большинство из них вышло замуж за китайцев и стали известны как «военные жены, оказавшиеся в затруднительном положении» (занрю фуджин). Поскольку у них были дети от китайцев, японкам не разрешалось привозить свои китайские семьи с собой в Японию, и поэтому большинство из них остались. Японские законы позволяли становиться японскими гражданами только детям, рождённым от японских отцов. Лишь в 1972 году была восстановлена китайско-японская дипломатия, что дало выжившим возможность посетить Японию или эмигрировать в неё. Даже тогда они столкнулись с трудностями; многие пропали без вести так давно, что дома их объявили мёртвыми.

### Вьетнам
Некоторые японские солдаты женились на вьетнамках и стали отцами детей вьетнамок, оставшихся во Вьетнаме, когда японские солдаты в 1955 году вернулись в Японию. Официальное вьетнамское историческое повествование рассматривает их как детей изнасилования и проституции. Японцы заставляли вьетнамских женщин становиться женщинами для утех. Использование японцами малайзийских и вьетнамских женщин в качестве женщин для утех подтверждается свидетельствами. Станции для утех существовали в Малайзии, Индонезии, Филиппинах, Бирме, Таиланде, Камбодже, Вьетнаме, Северной Корее и Южной Корее.
Несколько японских солдат сразу после войны остались жить со своими военными невестами, но в 1954 году вьетнамское правительство приказало им вернуться в Японию, «поощрив» их бросить жён и детей.
Брошенные вьетнамские военные невесты, у которых были дети, были вынуждены воспитывать их самостоятельно и часто сталкивались с резкой критикой за отношения с военнослужащими вражеской армии, оккупировавшей Вьетнам.

## Корейская война
6 423 корейские женщины вышли замуж за военнослужащих США в качестве военных невест во время и сразу после Корейской войны.

## Война во Вьетнаме
8040 вьетнамских женщин приехали в Соединённые Штаты в качестве военных невест в период с 1964 по 1975 год.

## Война в Ираке 2003 года
Военные невесты из войн, последовавших за Вьетнамской, стали менее многочисленными из-за различий в религии и культуре, более короткой продолжительности войн и вследствие прямых приказов. По состоянию на 2006 год военнослужащие США подали около 1500 запросов на получение визы для иракских супругов и невест. Было широко разрекламированно несколько случаев, когда американские солдаты женились на иракских женщинах.